# Osio Sopra
Osio Sopra es una localidad y comune italiana de la provincia de Bérgamo, región de Lombardía, con 4.650 habitantes.

## Evolución demográfica
| Gráfica de evolución demográfica de Osio Sopra entre 1861 y 2001 |
|                                                                  |
| Fuente ISTAT - elaboración gráfica de Wikipedia                  |

## Monumentos

### Santuario de la Virgen de la Escoba
Construido en el siglo XV, inicialmente tuvo unas dimensiones muy reducidas, siendo luego ampliado varias veces, la última de ellas a principios del siglo XX, cuando adoptó su configuración actual. Son muy características sus paredes, pintadas íntegramente por el pintor Abramo Spinelli junto con decoradores.

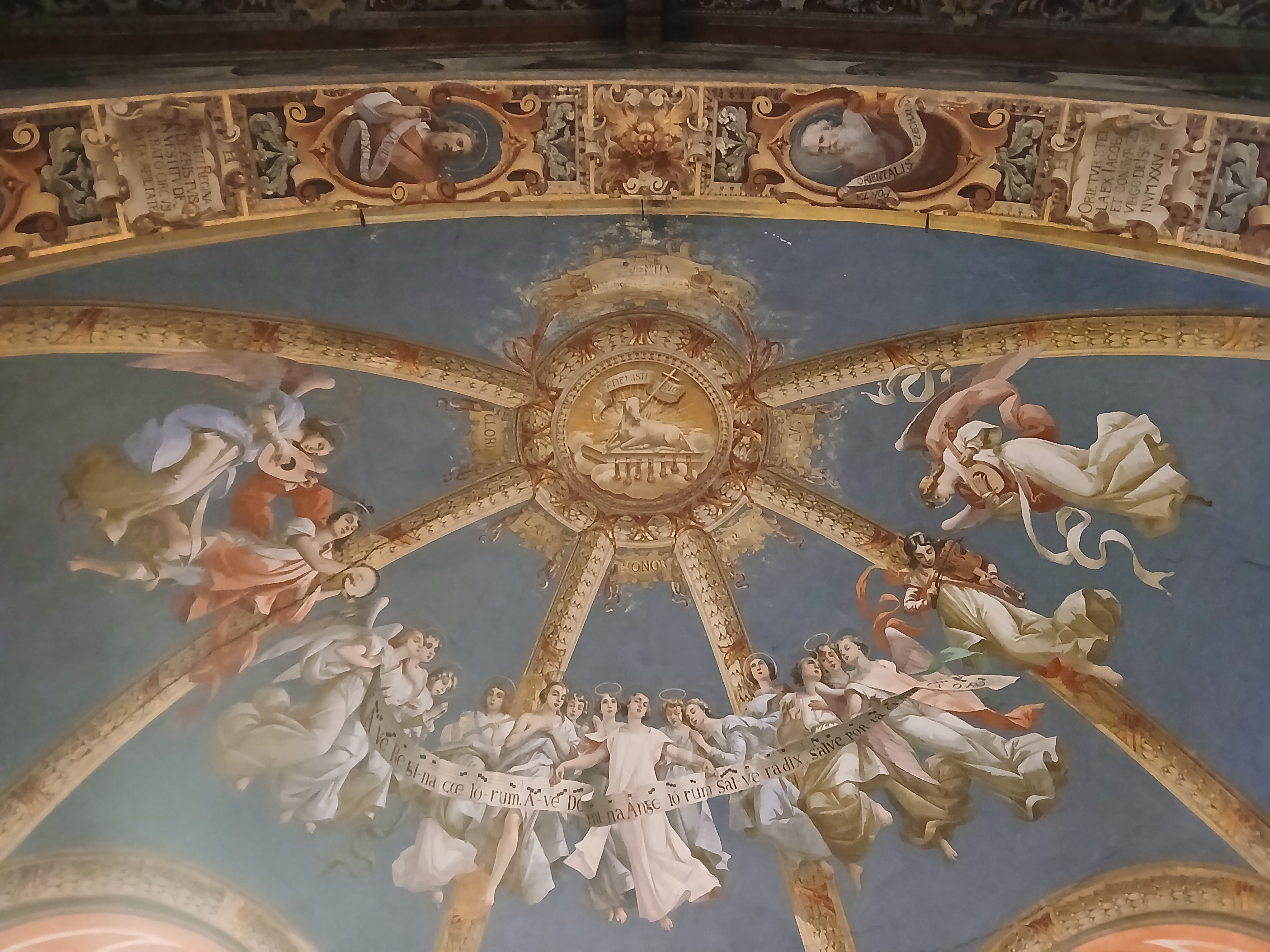
Abramo Spinelli. Fresco del ábside del Santuario de la Virgen de la Escoba